# Will Hunt
William Martin "Will" Hunt, född 5 september 1971 i Gainesville, Florida, är en amerikansk rock- och metaltrummis som för närvarande spelar i grupperna Eye Empire, Dark New Day och de internationellt kända Evanescence. Tidigare spelade han även i Skrape, Bloodsimple (albumet Red Harvest), Black Label Society (albumet Order of the Black), Crossfade (albumet We All Bleed) samt Tommy Lees sidoprojekt Methods of Mayhem (albumet A Public Disservice Announcement).
I Evanescence var han först livemedlem åren 2007 och 2009 innan han blev officiell medlem 2010.